# Bernd i Hilla Becher
Bernd (ur. 20 sierpnia 1931 w Siegen, zm. 22 czerwca 2007 w Rostocku) i Hilla (ur. 2 września 1934 w Poczdamie, zm. 10 października 2015 w Düsseldorfie) Becher – niemieccy fotografowie.
Bernd i Hilla poznali się w Düsseldorfie, gdzie studiowali malarstwo. Pobrali się w 1961. Wkrótce potem para rozpoczęła fotografowanie i dokumentację zanikających budynków niemieckiej architektury przemysłowej. Intrygował ich fakt, że wiele z budynków przeznaczonych do celów przemysłowych zostało zbudowanych z położeniem dużego nacisku na ich formę. Małżeństwo wspólnie pracowało w terenie i wykorzystując kamerę wielkoformatową fotografowało te budynki z wielu różnych punktów widzenia, jednakże za każdym razem starając się ukazać najwierniejszy obraz budowli. Następnie kolekcje zdjęć struktur o podobnych funkcjach były pokazywane sztuka po sztuce, dzięki czemu widz mógł dostrzec oraz porównać różnice w formie i stylistyce. Przeważnie były to wieże ciśnień, silosy czy magazyny. Becherowie fotografowali również poza Niemcami, między innymi w Stanach Zjednoczonych czy w innych częściach Europy. 
Bernd Becher uczył w Düsseldorfdzkiej Akademii Sztuki, co zaowocowało takimi nazwiskami w środowisku fotograficznym, jak Andreas Gursky, Thomas Ruff, Thomas Struth, czy Candida Hofer.
W 2004 Bernd i Hilla Becher zostali uhonorowani nagrodą Fundacji Erny i Victora Hasselblad.

## Wybrane publikacje

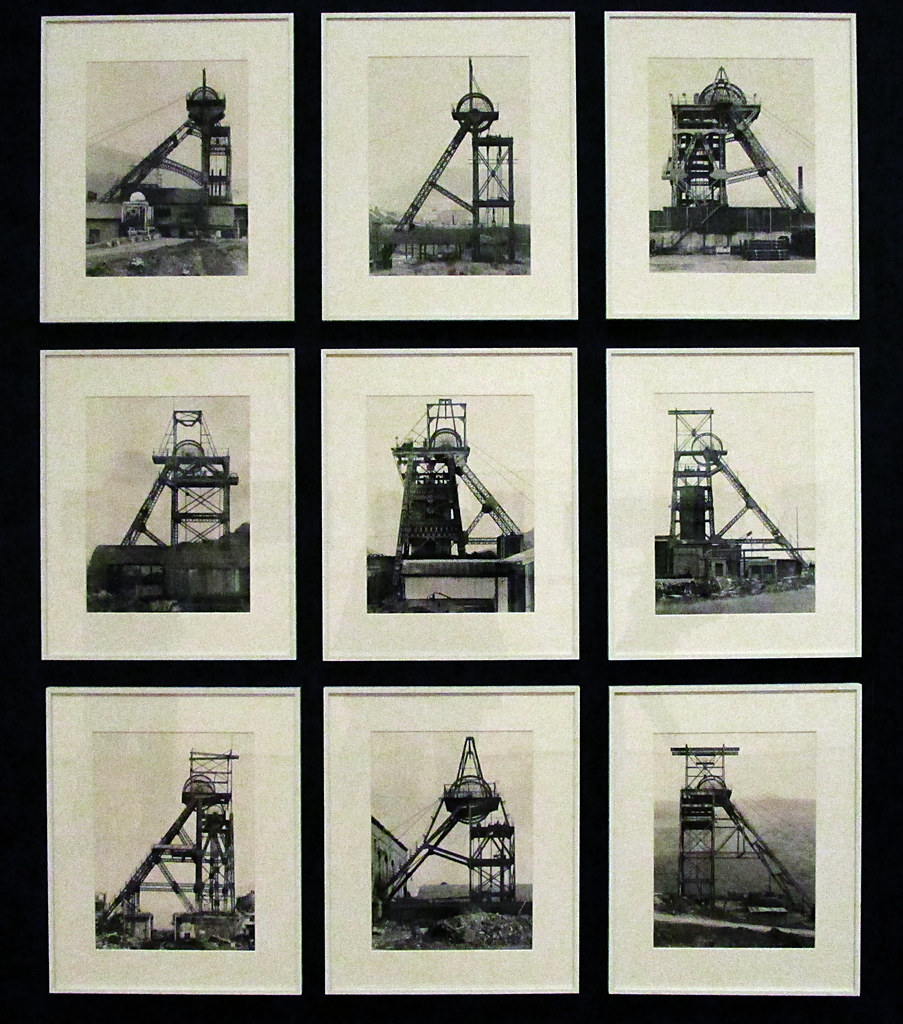
Typologicznye zdjęcia kopalnianych wież wyciągowych autorstwa Becherów

- Bezimienne Rzeźby: Typologia Konstrukcji Technicznych, 1970

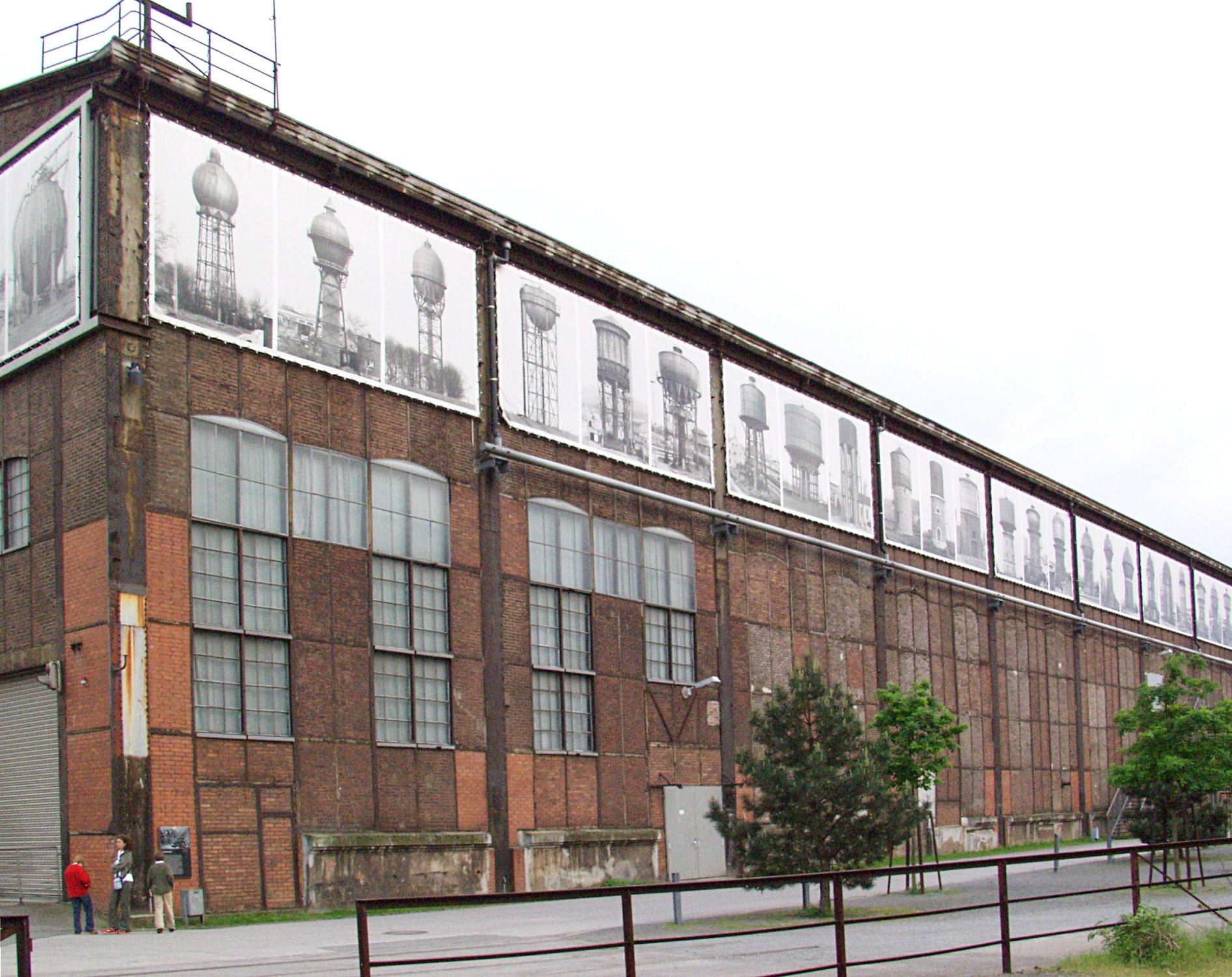
Stała ekspozycja z wieżami ciśnień w Kraftzentrale w Landschaftspark Duisburg-Nord

- Wieże Ciśnień, 1988
- Piece Hutnicze, 1990